# Sáp dưỡng môi

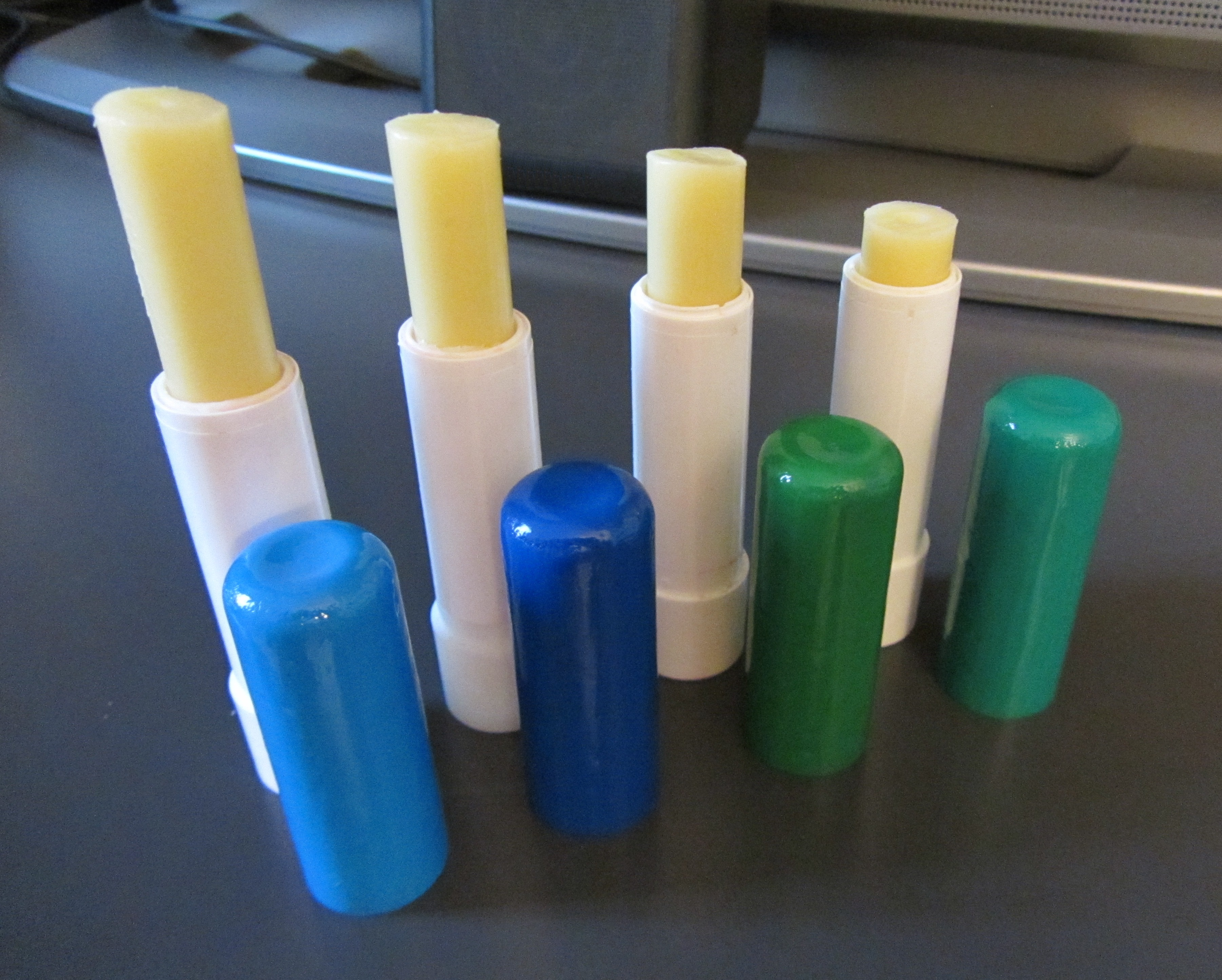
Sáp dưỡng môi tự làm

Sáp dưỡng môi, son dưỡng môi hay son nẻ là mỹ phẩm, chất dạng sáp thoa lên môi hoặc miệng để dưỡng ẩm hoặc làm dịu môi khô hay vết nứt môi, viêm môi bong vảy, viêm miệng hay mụn rộp môi. Sáp dưỡng môi thường chứa sáp ong hoặc sáp carnauba, long não, cetyl alcohol, lanolin, parafin và petrolatum, giữa vài thành phần khác. Một số loại có chứa thuốc nhuộm, hương vị, mùi thơm, phenol, axit salicylic và kem chống nắng.
Mục đích chính của sáp dưỡng môi là cung cấp một lớp hút giữ ẩm trên bề mặt môi để niêm phong độ ẩm trong môi và bảo vệ khỏi tác động bên ngoài. Không khí khô, nhiệt độ lạnh và gió đều có tác dụng làm khô da bằng cách hút hơi nước ra khỏi cơ thể. Môi đặc biệt dễ bị tổn thương bởi vì làn da quá mỏng, do đó môi thường có dấu hiệu khô da đầu tiên. Vật liệu hút giữ như sáp và thạch dầu ngăn ngừa mất chất ẩm và duy trì cho môi thoải mái khi hương vị, chất tạo màu, kem chống nắng và các loại thuốc khác nhau có thể cung cấp thêm lợi ích cụ thể.
Sáp dưỡng môi có thể được thoa bằng cách dùng một ngón tay thoa vào môi, hoặc trong một ống kiểu son môi mà từ đó nó có thể được thoa trực tiếp.
Sáp dưỡng môi đã được Charles Browne Fleet đưa ra thị trường lần đầu tiên vào những năm 1880, mặc dù nguồn gốc có thể được bắt nguồn từ ráy tai. Hơn 40 năm trước khi giới thiệu thương mại sáp dưỡng môi của Fleet, Lydia Maria Child đã khuyên rằng nên dùng ráy tai như phương pháp điều trị những vết nứt trong cuốn sách bán chạy của cô, The American Frugal Housewife.. Child quan sát thấy rằng, "Những ai gặp rắc rối với đôi môi nứt đã tìm ra biện pháp khắc phục này một cách thành công khi số khác thất bại. Đây là một trong những loại phương pháp chữa bệnh rất có thể sẽ bị cười phá lên, nhưng tôi biết nó đã cho kết quả rất có lợi."

## Hãng danh tiếng
- Burt's Bees
- Blistex
- Carmex
- ChapStick
- Labello
- Lip Smacker
- Lypsyl
- Tholene

## Sự phụ thuộc
Một số bác sĩ đã gợi ý rằng vài loại sáp dưỡng môi có thể gây nghiện hoặc chứa các thành phần thực sự gây khô da. Nhà sản xuất sáp dưỡng môi đôi khi nêu ra trong Câu hỏi thường gặp của họ rằng không có gì gây nghiện trong sản phẩm hoặc rằng tất cả các thành phần được liệt kê và chấp thuận bởi FDA. Snopes đã phát hiện ra rằng có nhiều chất trong Carmex gây kích ứng cần thiết khi tái sử dụng, ví dụ như kính mờ, là sai.